# Касторленд (Нью-Йорк)
Касторленд (англ. Castorland) — селище (англ. village) в США, в окрузі Льюїс штату Нью-Йорк. Населення — 334 особи (2020).

## Географія
Касторленд розташований за координатами 43°53′10″ пн. ш. 75°30′59″ зх. д. / 43.88611° пн. ш. 75.51639° зх. д. (43.886105, -75.516439).  За даними Бюро перепису населення США в 2010 році селище мало площу 0,83 км², уся площа — суходіл.

## Демографія
Згідно з переписом 2010 року, у селищі мешкала 351 особа в 127 домогосподарствах у складі 88 родин. Густота населення становила 422 особи/км².  Було 137 помешкань (165/км²).
Расовий склад населення:
| - 98,0 % — білих - 0,6 % — чорних або афроамериканців - 0,3 % — азіатів |

До двох чи більше рас належало 1,1 %. Частка іспаномовних становила 2,8 % від усіх жителів.
За віковим діапазоном населення розподілялося таким чином: 27,9 % — особи молодші 18 років, 56,1 % — особи у віці 18—64 років, 16,0 % — особи у віці 65 років та старші. Медіана віку мешканця становила 36,9 року. На 100 осіб жіночої статі у селищі припадало 83,8 чоловіків;  на 100 жінок у віці від 18 років та старших — 79,4 чоловіків також старших 18 років.
Середній дохід на одне домашнє господарство  становив 55 746 доларів США (медіана — 45 000), а середній дохід на одну сім'ю — 74 260 доларів (медіана — 66 875). За межею бідності перебувало 15,2 % осіб, у тому числі 19,4 % дітей у віці до 18 років та 15,0 % осіб у віці 65 років та старших.
Цивільне працевлаштоване населення становило 117 осіб. Основні галузі зайнятості: освіта, охорона здоров'я та соціальна допомога — 30,8 %, роздрібна торгівля — 14,5 %, будівництво — 10,3 %, публічна адміністрація — 8,5 %.